# سنگای تنزین
سنگای تنزین (به انگلیسی: Sangay Tenzin) (متولد ۷ سپتامبر ۲۰۰۳) یک شناگر بوتانی است.
او در المپیک تابستانی ۲۰۲۰ مسابقه داد.
تنزین همچین در المپیک تابستانی ۲۰۲۴ راه یافت و شرکت کرد.